# Finales de la NBA de 1966
Las Finales de la NBA de 1966 fueron las series definitivas de los playoffs de 1966 y suponían la conclusión de la temporada 1965-66 de la NBA, con victoria de Boston Celtics, campeón de la Conferencia Este, sobre Los Angeles Lakers, campeón de la Conferencia Oeste, consiguiendo los Celtics su octavo título consecutivo, y el noveno en 10 temporadas. El enfrentamiento reunió a 7 futuros miembros del Basketball Hall of Fame, 4 jugadores de los Celtics, 3 de los Lakers, además del entrenador Red Auerbach.

## Resumen
| Partido | Fecha       | Equipo local | Resultado     | Equipo visitante |
| ------- | ----------- | ------------ | ------------- | ---------------- |
| 1       | 17 de abril | Boston       | 129-133 (Pr.) | Los Angeles      |
| 2       | 19 de abril | Boston       | 129-109       | Los Angeles      |
| 3       | 20 de abril | Los Ángeles  | 106-120       | Boston           |
| 4       | 22 de abril | Los Ángeles  | 117-122       | Boston           |
| 5       | 24 de abril | Boston       | 117-121       | Los Angeles      |
| 6       | 26 de abril | Los Angeles  | 123-115       | Boston           |
| 7       | 28 de abril | Boston       | 95-93         | Los Angeles      |

Celtics ganan las series 4-3

## Enfrentamientos en temporada regular
Durante la temporada regular, los Lakers y los Celtics se vieron las caras hasta en diez ocasiones (la liga la formaban entonces 9 equipos), jugando cinco encuentros en el Boston Garden y otros cinco en el Los Angeles Memorial Sports Arena. La ventaja era de los Celtics, que habían conseguido ganar en siete ocasiones.
| 20 de octubre | Los Angeles Lakers | 96–100 | Boston Celtics |                                 |
|               |                    |        |                |                                 |
|               |                    |        |                | Pabellón: Boston Garden, Boston |

| 17 de noviembre | Boston Celtics | 105–115 | Los Angeles Lakers |                                                          |
|                 |                |         |                    |                                                          |
|                 |                |         |                    | Pabellón: Los Angeles Memorial Sports Arena, Los Ángeles |

| 27 de noviembre | Los Angeles Lakers | 95–101 | Boston Celtics |                                 |
|                 |                    |        |                |                                 |
|                 |                    |        |                | Pabellón: Boston Garden, Boston |

| 8 de diciembre | Los Angeles Lakers | 106–108 | Boston Celtics |                                 |
|                |                    |         |                |                                 |
|                |                    |         |                | Pabellón: Boston Garden, Boston |

| 2 de enero | Boston Celtics | 124–113 | Los Angeles Lakers |                                                          |
|            |                |         |                    |                                                          |
|            |                |         |                    | Pabellón: Los Angeles Memorial Sports Arena, Los Ángeles |

| 5 de enero | Boston Celtics | 113–120 | Los Angeles Lakers |                                                          |
|            |                |         |                    |                                                          |
|            |                |         |                    | Pabellón: Los Angeles Memorial Sports Arena, Los Ángeles |

| 12 de enero | Los Angeles Lakers | 102–114 | Boston Celtics |                                 |
|             |                    |         |                |                                 |
|             |                    |         |                | Pabellón: Boston Garden, Boston |

| 13 de febrero | Los Angeles Lakers | 120–110 | Boston Celtics |                                 |
|               |                    |         |                |                                 |
|               |                    |         |                | Pabellón: Boston Garden, Boston |

| 19 de febrero | Boston Celtics | 119–115 | Los Angeles Lakers |                                                          |
|               |                |         |                    |                                                          |
|               |                |         |                    | Pabellón: Los Angeles Memorial Sports Arena, Los Ángeles |

| 21 de febrero | Boston Celtics | 115–108 | Los Angeles Lakers |                                                          |
|               |                |         |                    |                                                          |
|               |                |         |                    | Pabellón: Los Angeles Memorial Sports Arena, Los Ángeles |

## Resumen de los partidos

### Partido 1
| 17 de abril                        | Boston Celtics                                           | 129–133              | Los Angeles Lakers                                         | |  |  |
|                                    | Parciales: 34–20, 28–41, 37–34, 22–26 (T.E.: 8–12)       |                      |                                                            | |  |  |
|                                    | Estadísticas Bill Russell 28 Bill Russell 26 Sam Jones 9 | Reporte Pts Reb Asts | Estadísticas Jerry West 41 Elgin Baylor 20 Gail Goodrich 5 | Pabellón: Boston Garden, Boston, Massachusetts Asistencia: 13,909 espectadores Árbitros: Rudolph, Gushue |  |  |
| Los Angeles lidera las series, 1–0 |                                                          |                      |                                                            | |  |  |
|                                    |                                                          |                      |                                                            | |  |  |

### Partido 2
| 19 de abril           | Boston Celtics                                                 | 129–109              | Los Angeles Lakers                                        | |  |  |
|                       | Parciales: 35–25, 36–22, 30–35, 28–27                          |                      |                                                           | |  |  |
|                       | Estadísticas John Havlicek 21 Bill Russell 24 John Havlicek 11 | Reporte Pts Reb Asts | Estadísticas Jerry West 18 Elgin Baylor 14 Walt Hazzard 5 | Pabellón: Boston Garden, Boston, Massachusetts Asistencia: 13,909 espectadores Árbitros: Strom, Drucker |  |  |
| Series empatadas, 1–1 |                                                                |                      |                                                           | |  |  |
|                       |                                                                |                      |                                                           | |  |  |

### Partido 3
| 20 de abril                   | Los Angeles Lakers                                    | 106–120              | Boston Celtics                                                      | |  |  |
|                               | Parciales: 29–25, 27–32, 19–35, 31–28                 |                      |                                                                     | |  |  |
|                               | Estadísticas Jerry West 34 Elgin Baylor 15 Jim King 6 | Reporte Pts Reb Asts | Estadísticas Sam Jones 36 Bill Russell 19 Tom Sanders, K.C. Jones 5 | Pabellón: Los Angeles Memorial Sports Arena, Los Ángeles, California Asistencia: 15,101 espectadores Árbitros: Drucker, Strom |  |  |
| Boston lidera las series, 2–1 |                                                       |                      |                                                                     | |  |  |
|                               |                                                       |                      |                                                                     | |  |  |

### Partido 4
| 22 de abril                   | Los Angeles Lakers                                       | 117–122              | Boston Celtics                                                  | |  |  |
|                               | Parciales: 27–31, 29–35, 33–34, 28–22                    |                      |                                                                 | |  |  |
|                               | Estadísticas Jerry West 45 Elgin Baylor 12 Jerry West 10 | Reporte Pts Reb Asts | Estadísticas John Havlicek 32 Bill Russell 18 Larry Siegfried 7 | Pabellón: Los Angeles Memorial Sports Arena, Los Ángeles, California Asistencia: 15,251 espectadores Árbitros: Gushue, Rudolph |  |  |
| Boston lidera las series, 3–1 |                                                          |                      |                                                                 | |  |  |
|                               |                                                          |                      |                                                                 | |  |  |

### Partido 5
| 24 de abril                   | Boston Celtics                                                             | 117–121              | Los Angeles Lakers                                        | |  |  |
|                               | Parciales: 23–37, 35–27, 31–26, 28–31                                      |                      |                                                           | |  |  |
|                               | Estadísticas Bill Russell 32 Bill Russell 28 Larry Siegfried, K.C. Jones 6 | Reporte Pts Reb Asts | Estadísticas Elgin Baylor 41 Elgin Baylor 16 Jerry West 5 | Pabellón: Boston Garden, Boston, Massachusetts Asistencia: 13,909 espectadores Árbitros: Drucker, Strom |  |  |
| Boston lidera las series, 3–2 |                                                                            |                      |                                                           | |  |  |
|                               |                                                                            |                      |                                                           | |  |  |

### Partido 6
| 26 de abril           | Los Angeles Lakers                                                       | 123–115              | Boston Celtics                                             | |  |  |
|                       | Parciales: 32–29, 36–29, 21–32, 34–25                                    |                      |                                                            | |  |  |
|                       | Estadísticas Jerry West 32 Elgin Baylor 14 Elgin Baylor, Gail Goodrich 6 | Reporte Pts Reb Asts | Estadísticas John Havlicek 27 Bill Russell 23 K.C. Jones 6 | Pabellón: Los Angeles Memorial Sports Arena, Los Ángeles, California Asistencia: 15,069 espectadores Árbitros: Strom, Rudolph |  |  |
| Series empatadas, 3–3 |                                                                          |                      |                                                            | |  |  |
|                       |                                                                          |                      |                                                            | |  |  |

### Partido 7
| 28 de abril                 | Boston Celtics                                                         | 95–93                | Los Angeles Lakers                                                    | |  |  |
|                             | Parciales: 27–20, 26–18, 33–22, 19–33                                  |                      |                                                                       | |  |  |
|                             | Estadísticas Bill Russell 25 Bill Russell 32 Tom Sanders, K.C. Jones 3 | Reporte Pts Reb Asts | Estadísticas Jerry West 36 Elgin Baylor 14 Jerry West, Walt Hazzard 3 | Pabellón: Boston Garden, Boston, Massachusetts Asistencia: 13,909 espectadores Árbitros: Rudolph, Strom |  |  |
| Boston gana las series, 4-3 |                                                                        |                      |                                                                       | |  |  |
|                             |                                                                        |                      |                                                                       | |  |  |

La grave lesión que se produjo Elgin Baylor en los playoffs del año anterior condicionó su temporada, pasando de promediar 27,1 puntos a quedarse con 16,6. Por tanto Jerry West se convirtió en el mayor referente de los Lakers en ataque, que en las dos últimas temporadas se habían reforzado con sendos bases que habían sido titulares en los UCLA Bruins de John Wooden, y que ambos consiguieron sendos títulos de la NCAA, Walt Hazzard y Gail Goodrich. Acabaron en la primera posición en la Conferencia Oeste, disputando la final de la misma ante St. Louis Hawks, ganando por un apretado 4-3.
Por su parte los Celtics tenían la baja de Tom Heinsohn, retirado la campaña anterior, asumiendo John Havlicek el puesto de titular. Además se hicieron con Don Nelson, que ejecutó a la perfección su papel de sexto hombre. Por primera vez en 10 años, los Celtics no acabaron en la primera posición de la Conferencia Este, honor que recayó en los Sixers de Wilt Chamberlain. Tuvieron que jugar una ronda previa ante Cincinnati Royals antes de encontrarse a los Sixers en la final de conferencia. Estos habían ganado 6 de los 10 enfrentamientos ante los Celtics, por lo que partían como favoritos, pero Russell y los suyos tiraron de orgullo demostrando que querían defender el título, derrotándolos por 4-1.
En el primer partido, disputado en el Boston Garden, los Celtics llegaron a ir 18 arriba en el marcador, 38-20, pero los Lakers remontaron, llegando empatados al último minuto. En los últimos instantes, Russell colocó un tapón a Baylor, pero los árbitros consideraron que el balón estaba en trayectoria descendiente, por lo que dieron validez a la canasta. Sam Jones empató el partido, llevándolo a la prórroga, en la cual Baylor y West llevaron a los Lakers a una victoria por 133-129. Baylor anotó 36 puntos, y West, 41.
Tras el primer encuentro, Red Auerbach anunció que esa sería su última temporada, y que su relevo lo tomaría, como jugador-entrenador, Bill Russell, convirtiéndose en el primer entrenador negro de una liga profesional norteamericana. Auerbach había tanteado previamente para el puesto a Bob Cousy y a Heinsohn, pero ambos estuvieron de acuerdo con que nadie iba a motivar más a Russell que él mismo. El anuncio eclipsó la victoria de los Lakers en la prensa al día siguiente. Con el futuro del equipo asentado, los Celtics dominaron en el segundo encuentro en el Garden, venciendo con un holgado 129-109, victoria a al que añadieron dos más consecutivas en el Los Angeles Memorial Sports Arena, poniendo la eliminatoria 3-1. El mayor problema para los Lakers fue Havlicek, que jugaba tanto de base como de alero. El entrenador Fred Schaus trató de frenarlo poniéndole a Rudy LaRusso sobre él, pero no funcionó.
Schaus cambió de estrategia, colocando a Goodrich sobre Havlicek, pasando LaRusso al poste. West se colocó de alero, y funcionó. El trío de hombres pequeños, West, Baylor y Goodrich llevaron a la victoria a su equipo en el quinto y sexto partido, empatando las series a 3, y forzando un séptimo y definitivo encuentro.
El último partido fue un nuevo clásico entre estos dos equipos. Boston consiguió una amplia ventaja en la primera parte, en parte por la desafortunada actuación de West y Baylos, que combinaron un pobre 3 de 18 en tiros de campo. Pero como ya había ocurrido en otras ocasiones, los Lakers fueron poco a poco recortando distancias hasta colocarse a 6 puntos a falta de 20 segundos. Parecía que nada podía impedir que Auerbach se encendiera un nuevo puro de la victoria, pero los Lakers consiguieron ponerse a 2 puntos, 95-93, con cuatro segundos por jugar.
Los aficionados invadieron el campo, dando el partido por finalizado, en una celebración un tanto prematura. Russell, que había jugado con un hueso roto de su pie y que a pesar de ello había capturado 32 rebotes, fue arrollado en la pista. Los contenedores de bebida se derramaron cerca de los banquillos, y hasta Satch Sanders perdió su camiseta entre la multitud. A pesar de todo el partido se reanudó, sacando K.C. Jones de banda sobre Havlicek, quien dribló hasta agotar el tiempo, consiguiendo el noveno título para los Celtics.